# Departamento de Ouémé
Ouémé es uno de los doce departamentos de Benín. Limita con los departamentos de Zou, Atlantique, Littoral, Plateau, y además con Nigeria. Tiene una superficie de 1865 km², y una población de 1 100 404 habitantes. Su capital es Porto Novo.

## Localización
Se ubica en la esquina suroriental del país y tiene los siguientes límites:
| Noroeste: Atlantique | Norte: Zou            | Noreste: Plateau        |
| Oeste: Atlantique    |                       | Este: Ogun, Nigeria     |
| Suroeste: Littoral   | Sur: Océano Atlántico | Sureste: Lagos, Nigeria |

## Subdivisiones
Se divide en nueve comunas:
- Adjarra
- Adjohoun
- Aguégués
- Akpro-Missérété
- Avrankou
- Bonou
- Dangbo
- Porto Novo
- Sèmè-Kpodji